# Balfour-Springkraut

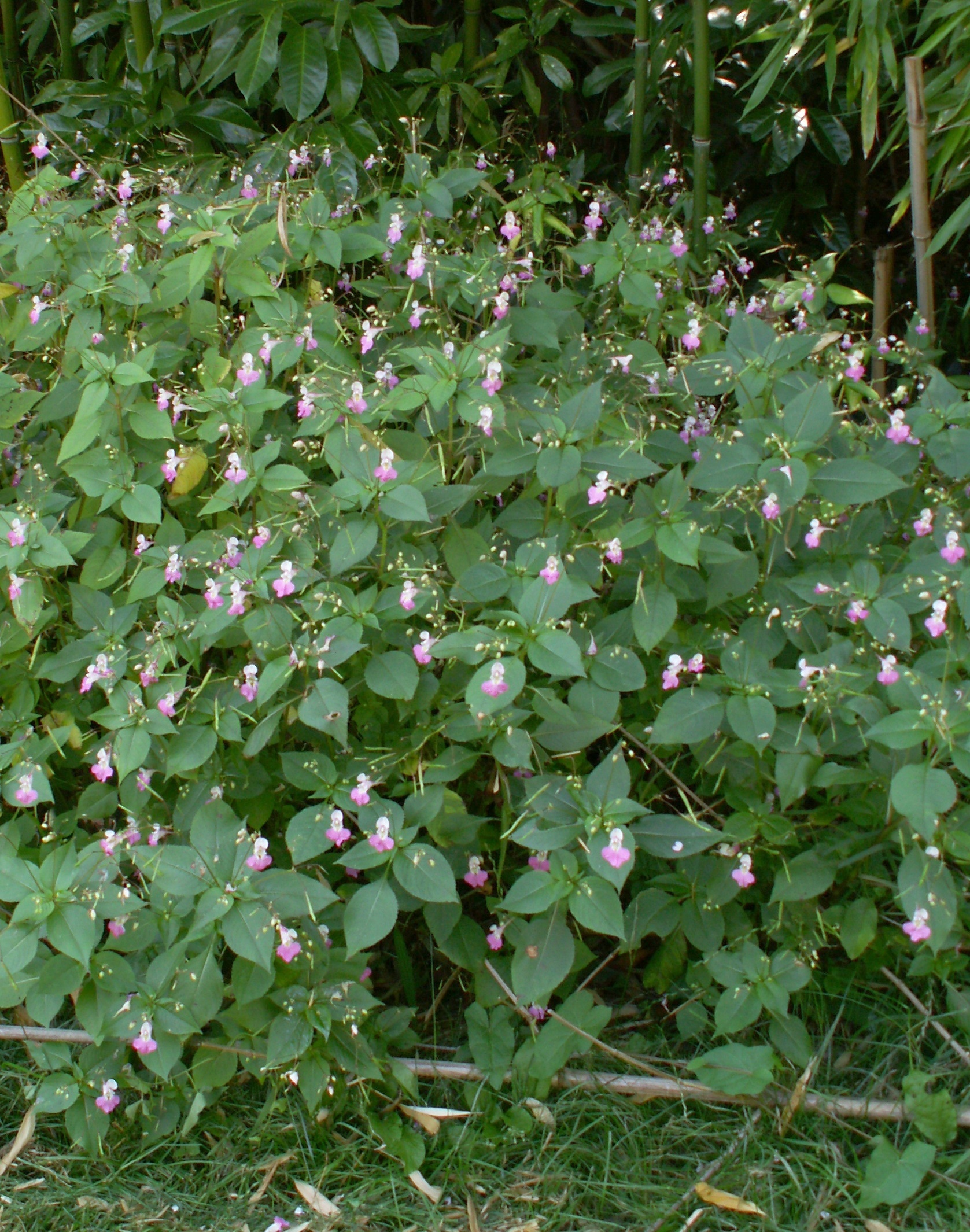
Habitus

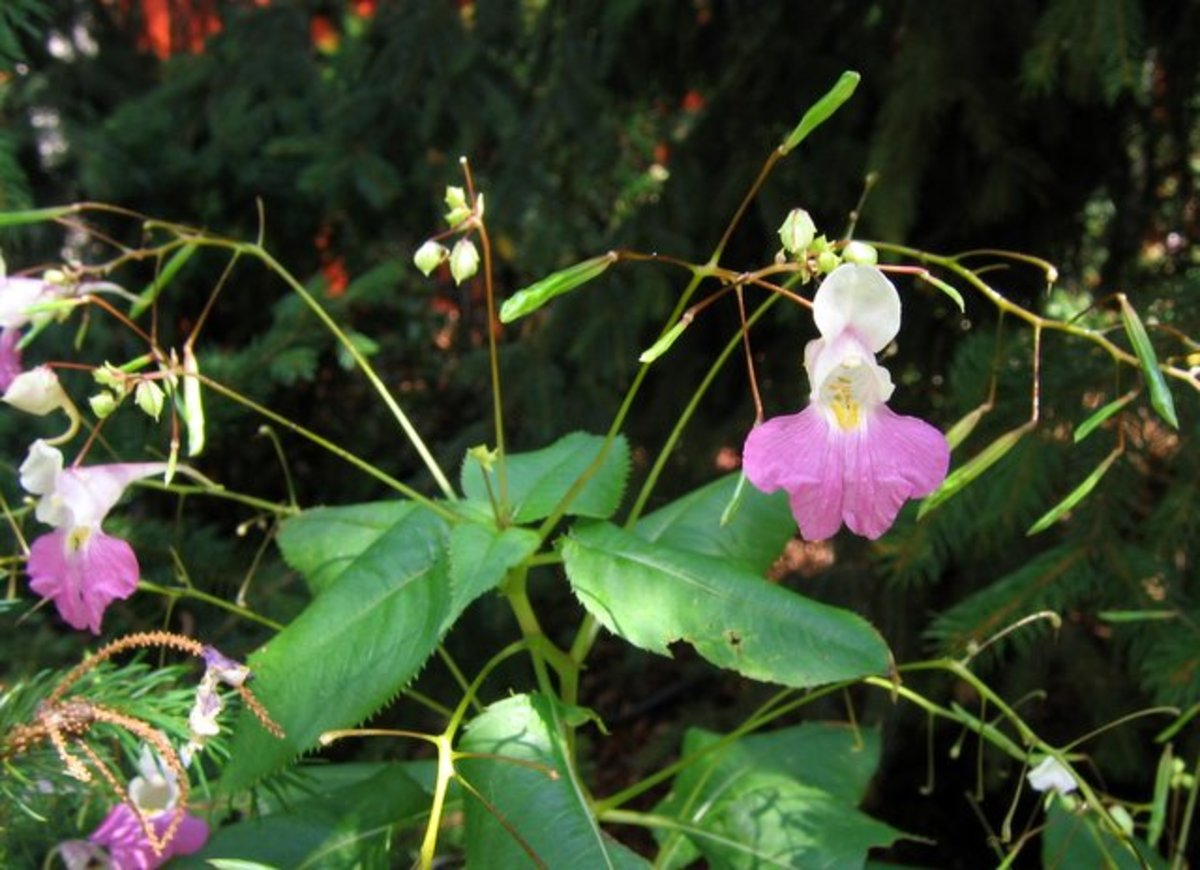
Blütenstand

Das Balfour-Springkraut (auch: Balfours Springkraut), wissenschaftlicher Name Impatiens balfourii, ist eine Pflanzenart aus der Gattung Springkräuter (Impatiens) innerhalb der Familie Balsaminengewächse (Balsaminaceae), die nach dem Botaniker Isaac Bayley Balfour benannt ist. Es im westlichen Himalaya beheimatet. Nachdem es Anfang des 20. Jahrhunderts in Südeuropa eingeführt wurde, breitet es sich inzwischen auch im nördlichen Europa aus. Es wurde in die Beobachtungsliste der gebietsfremden invasiven Pflanzen der Schweiz aufgenommen.

## Beschreibung
Das Balfour-Springkraut ist eine einjährige Pflanze. Die aufrecht wachsende, kahle Pflanze erreicht eine Höhe von meist über 45 Zentimeter, bis über 80 cm, nur gelegentlich bis zu einem Meter. Der durchscheinende Spross ist einfach oder oberwärts verzweigt. 
Die spitzen bis zugespitzten Laubblätter sind eiförmig bis elliptisch, ihr Blattrand, ist, oft spitzig, gesägt bis gezähnt, sie sind gestielt mit einem bis zu 55 mm langen Blattstiel, die Blattspreite ist am Grund spitz bis abgerundet. Sie erreichen eine Länge von meist 5 bis 10 cm (selten ab 2, bis 15) bei einer Breite von etwa 2 bis 3 cm. Die Blätter sind wechselständig (Unterscheidungsmerkmal zu Impatiens glandulifera mit gegenständiger Blattstellung). An der Basis der Blätter sitzen drüsige Nebenblätter, die Blätter selbst sind nicht drüsig.
Die Blüten sitzen in achselständigen, gegen das Sprossende gehäuften (subterminalen) traubigen Blütenständen, die jeweils bis zu 10 cm lang gestielt sind; jeder Blütenstand trägt etwa drei bis acht Blüten. Die Blüten besitzen die typische Gestalt der Springkraut-Blüten (von den fünf Kronblättern sind jeweils die beiden seitlichen paarweise miteinander verwachsen, sie bilden mit dem blütenblattähnlich ausgebildeten fünften Kelchblatt, das einen Sporn ausbildet, eine zygomorphe Blütenröhre aus). Bei der Art ist diese Blütenkrone fast immer zweifarbig, meist sind die oberen drei weiß und die unteren beiden rosa, auch rot bis purpurn, gefärbt, am Schlund der Blütenröhre teilweise gelb. Der Sporn ist gerade oder schwach gebogen und spitz.
Blütezeit ist im Spätsommer (Juli bis August/September). Die längliche bis leicht keulenförmige Kapselfrucht erreicht 2 bis 4 cm Länge, die Samen werden mit dem typischen Schleudermechnismus der Springkräuter freigesetzt (Ballochorie). Die Pflanze wird von den ersten Nachtfrösten abgetötet, nur die Samen überwintern. Diese benötigen eine Kälteperiode, um die Keimruhe zu brechen.
Die Chromosomenzahl beträgt 2n = 14.

## Standort
In der Schweiz kommt das Balfour-Springkraut auf Waldlichtungen, an Wald- und Wegrändern und anderen schattigen Stellen vor. Gegenüber anderen eingeschleppten Springkraut-Arten bevorzugt sie aber höhere Lichtintensitäten, sie kommt neben den Vorkommen in Wäldern oft auch an Ufern, im Kulturland oder an gestörten Stellen vor. Sie bevorzugt frische bis feuchte Böden, ist aber (ähnlich wie die nahe verwandte Impatiens parviflora) öfter als andere Springkräuter an relativ trockenen Standorten anzutreffen. Sie meidet staunasse Böden.
Die ökologischen Zeigerwerte nach Landolt & al. 2010 sind in der Schweiz: Feuchtezahl F = 3+w+ (feucht aber stark wechselnd), Lichtzahl L = 3 (halbschattig), Reaktionszahl R = 4 (neutral bis basisch), Temperaturzahl T = 5 (sehr warm-kollin), Nährstoffzahl N = 4 (nährstoffreich), Kontinentalitätszahl K = 2 (subozeanisch).

## Verbreitung
Das natürliche Areal der Art liegt im nordwestlichen Himalaya, in Pakistan und Kaschmir. Von dort wurde sie als Zierpflanze in andere Regionen eingeführt, wo sie verwildert und heute als Neophyt eingebürgert ist. Die Winterhärte wird nach dem Code der European Garden Flora als H2 angegeben, die Pflanze kann also bis in Regionen mit Minimumtemperaturen von −15 bis −20 °C vorkommen, vermutlich begrenzt die eingeschränkte Frosthärte das Vorkommen nach Norden und Osten hin. In Nordamerika ist sie in Kalifornien eingebürgert, in den übrigen USA eher gelegentlich, nach Norden hin selten. In Europa wurde die erste Verwilderung bereits ungefähr 1890 in Frankreich registriert, neophytische Vorkommen sind aus den meisten süd- und westeuropäischen Ländern bekannt, aber bisher meist eher selten. In den Niederlanden war der erste Nachweis bereits 1973, sie wurde aber erst seit 1994 häufiger, in den 2000er Jahren kamen jedes Jahr neue Vorkommen hinzu, bevorzugt in Städten und Ballungsräumen. In der Schweiz hat sie sich vor allem im Tessin rasch ausgebreitet, sie bildet hier dichte Massenbestände, die andere Arten verdrängen. Sie kommt aber inzwischen fast im ganzen Land verstreut vor. In Deutschland gilt sie nach wie vor nur als unbeständiger Neophyt und „potenziell invasiv“.

## Hybride
Impatiens balfourii hybridisiert mit dem  Kleinen Springkraut (Impatiens parviflora). Natürlich entstandene Hybride wurden im Tessin am Ufer des Ticino entdeckt. Die Hybride erreichen bis 60 cm Wuchshöhe, ihre Blüten sind inklusive Sporn etwa 3 Zentimeter lang und überwiegend weiß gefärbt, mit blassrosa Punkten auf der Innen- und rosa bis gelben Flecken auf der Außenseite.